# 람캄행
람캄행(태국어: รามคำแหง, 영어: Ram Khamhaeng, 1239년 ~ 1317년)은 태국의 왕조인 수코타이 왕조의 제 3대의 왕이다. 부왕 시 인터라티의 아들로 형인 반 므앙 왕이 서거하자 즉위하였다. 그의 재위기간 동안 수코타이는 문화적, 물질적으로 가장 큰 번영을 누렸다고 전해진다. 람캄행은 태국어를 표기하기에 알맞은 타이 문자를 독자적으로 고안하였는데 현대에도 타이 문자는 태국을 비롯해 캄보디아, 라오스 등지에서 약간씩 변형된 형태로 쓰이고 있다. 또한 그는 소승불교를 국교로 정해 모든 수코타이 국민이 믿도록 장려하였다.

## 치세

### 출생
람캄행 왕은 1237년에서 1247년 사이 수코타이의 왕 퍼쿤 씨 인트라팃과 쓰엉 부인 사이의 셋째 아들로 태어났다. 람캄행 비문에 따르면 씨 인트라팃과 쓰엉 부인 사이에는 아들 셋, 딸 둘 총 다섯 명의 자녀가 있었다. 그 중 큰형은 어릴 때 사망했으며 둘째 형인 반 므엉은 람캄행 대왕에 앞서 수코타이를 통치했다.

### 이름
람캄행 비문의 앞부분에는 그가 '람캄행'이라는 이름을 얻게 된 계기가 대왕의 1인칭 시점으로 서술되어 있다. 대왕이 19살로 성인이 되었을 때, 그는 아버지인 씨 인트라팃과 함께 첫 왕국의 쌈 촌 왕과의 전투에 나선다. 쌈 촌 왕이 씨 인트라팃의 군대를 몰아붙이자 병사들은 혼비백산하여 도망쳤는데, 당시 왕자였던 람캄행 대왕은 도망치지 않고 코끼리에 올라 쌈 촌 왕의 코끼리를 직접 몰아붙인다. 결국 코끼리 싸움에서 패한 쌈 촌 왕은 도망친다. 씨 인트라팃은 이 전투에서 왕자가 세운 공을 높이 사 '위대하고 강한 라마'라는 의미의 '프라 람 캄행'이라는 이름을 내린다.

### 외교
람캄행 비문에 따르면 그의 보호를 받고 싶어하는 영주가 코끼리를 타고 나타나면 조건 없이 받아들이고 지역을 통치할 수 있게 했으며, 나라를 다스릴 뜻이 있으나 물질적 요건이 받쳐주지 않는 이들이 찾아오면 그가 지방을 통치할 수 있도록 지원해주었다고 한다. 또한 적군을 사로잡으면 때리거나 죽이지 않았고, 자비롭게 대해 수코타이 왕국에 우호감을 갖도록 했다.
주변국과도 우호적 관계를 유지했는데, 파야오 왕국의 응암 므엉 왕과 치앙마이를 주도로 하는 란나 왕조의 망라이 왕 등과 가까운 사이를 유지했다. 1282년부터 1323년까지는 수코타이 왕국과 란나 왕조의 북쪽 동아시아 지역에서 매우 큰 영향력을 가졌던 원나라에 외교 사절단을 보내 국교를 맺고 도자기 기술을 수입해온다. 이 도자기 기술은 태국 문화와 결합해 이후 아유타야 왕국에서 쌍칼록이라는 독자적인 양식으로 발전한다.

람캄행 왕의 통치기간 동안 강력한 동맹을 바탕으로 북으로 람빵, 프래, 난(치앙마이의 동쪽으로 현재 태국 왕조에서 치앙라이, 치앙마이, 매홍쏜, 파야오를 제외하면 최북단), 동으로 현재 라오스의 수도인 비엔티엔과 핏싸눌록 주, 서로는 현재 미얀마의 땅인 현 태국 서쪽의 몬 주, 동서쪽으로 벵갈 만, 남쪽으로는 현재 태국 남부지방으로 말레이시아와 가까운 나컨 씨 탐마랏까지 영토를 확장했다. 당시에는 현재 태국의 영토인 동북쪽 이산 지방을 라오스와 캄보디아가 지배하고 있었지만, 현재 라오스의 비엔티엔과 미얀마의 남부 해변지방을 수코타이가 지배했음을 생각해보면 당시 람캄행 대왕의 수코타이는 현 태국 왕국과 견줄 만큼 넓은 영토를 지배했음을 알 수 있다. 그러나 당시 동남아시아 지역의 왕국들은 통신기술, 군사력 등의 부족으로 거대한 영토의 국경을 명확히 정하는 것에는 다소 어려움이 있었다.

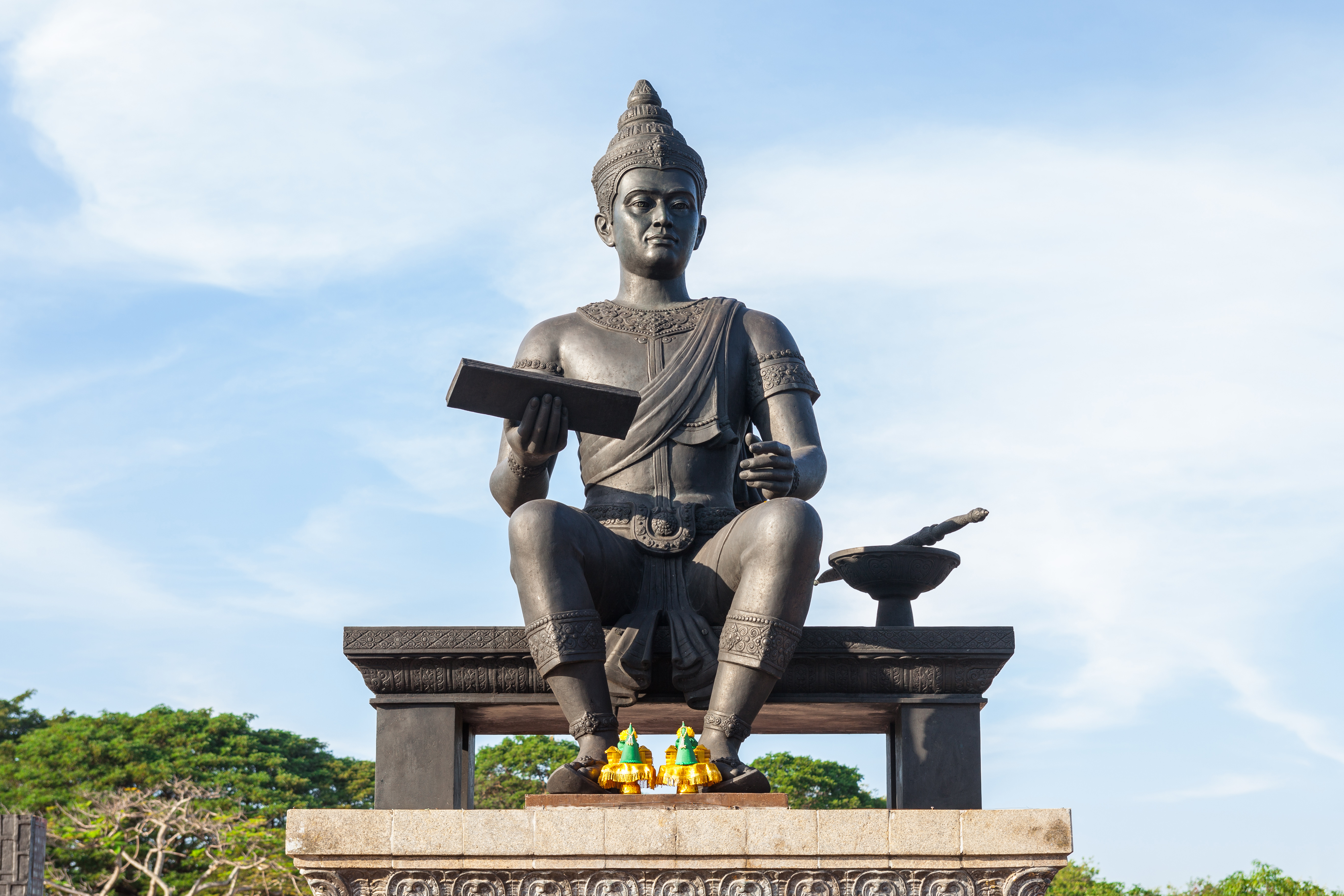
람캄행 왕의 동상

### 불교
람캄행 비문에 따르면 람캄행 왕은 스리랑카의 실론 왕국에 승려를 유학 보내고, 스리랑카인 승려를 모셔 와 왕실과 평민 모두 소승불교를 믿도록 장려하였다. 실론 왕국은 수코타이 왕국에 왕가를 수호하는 황금 불상을 선물하기도 하였다. 수코타이의 불교 문화는 훗날 아유타야와 현대 타이 왕국의 독특한 불교문화로 이어진다.

### 문화
크메르 문자를 바탕으로 태국어의 발음과 성조를 비롯 발리어, 산스크리트어와 크메르어, 중국어 등 외국어와 외래어 발음을 표기하는 데 적합한 아부기다계통의 타이 문자를 독자적으로 창제한다. 왕실에 의한 문자 창제로는 조선왕조의 세종대왕이 창제하도록 지시한 훈민정음보다 약 1-2세기 앞선 것이다. 람캄행 비문 또한 타이 문자로 기록되어 있다.

## 자서전
1835 BE(1292/93 CE)에 창간된 것으로 알려진 람 캄행 구독(가입 번호 1번)에는 람캄행(Ram Khamhang)의 자서전이 수록되어 있다. 내용은 다음과 같다.
람캄행의 자서전 중
 나의 아버지는 시 인터라티라고 불렸다. 나의 어머니는 수앙(Sueang)부인이라고 이름지어졌다. 형은 반 무앙이라고 한다. 우리 다섯 사람은 같은 자궁에서 태어났다. 세 명의 남자아이와 두 명의 여자아이였다. 큰오빠는 내가 아직 어렸을 때 돌아가셨다... 아버지 생전에 아버지의 아버지와 어머니를 섬겼다. 사냥감을 찾거나 생선을 잡으면 아버지에게 갖다 드렸다. 맛있고 먹기 좋은 달콤한 과일을 산에서 고를 때 아버지에게 가져다 드렸다. 코끼리를 사냥하러 갔을 때, 그것들을 올가미이나 울타리로 몰아서 몇 마리를 잡았을 때, 나는 코끼리들을 아버지에게 데려왔다. 마을이나 마을을 급습해 코끼리나 남녀, 은이나 금을 잡아오면 아버지에게 넘겨주었다. 아버지가 돌아가셨을 때 형은 아직 살아 있었다. 나는 아버지를 섬겼듯이 그를 변함없이 섬겼다. 형님이 돌아가셨을 때, 나는 온 나라를 나 혼자 얻었다.
영어: My father was named Si Inthrathit. My mother was named Lady Sueang. My elder brother was named Ban Mueang. There were five of us born from the same womb: three boys and two girls. My eldest brother died when he was still a child... In my father's lifetime, I served my father and I served my mother. When I caught any game or fish, I brought them to my father. When I picked any acid or sweet fruits that were delicious and good to eat, I brought them to my father. When I went hunting elephants and caught some, either by lasso or by driving them into a corral, I brought them to my father. When I raided a town or village and captured elephants, men and women, silver or gold, I turned them over to my father. When my father died, my elder brother was still alive. I served him steadfastly as I had served my father. When my elder brother died, I got the whole kingdom for myself.)

 반 므앙은 프라루앙 가의 혈통을 설명하는 푸쿤 치트 쵸트 구독(Pu Khun Chit Khun Chot Inscription)에도 언급되어 있다.